# Provincie Ravenna
Ravenna (Provincia di Ravenna) je provincie v oblasti Emilia-Romagna. Sousedí na severu s provincií Ferrara, na západě s provincií Bologna, na jihu s provinciemi Firenze a Forlì-Cesena a na východě její břehy omývá Jaderské moře.

## Okolní provincie
| Růžice kompasu |         | Ferrara           |  | Růžice kompasu |
| Růžice kompasu | Bologna | Sever             |  | Růžice kompasu |
| Růžice kompasu | Bologna | Provincie Ravenna |  | Růžice kompasu |
| Růžice kompasu | Bologna | Jih               |  | Růžice kompasu |
| Růžice kompasu | Firenze | Forlì-Cesena      |  | Růžice kompasu |